# Ophiomyia setituberosa
Ophiomyia setituberosa este o specie de muște din genul Ophiomyia, familia Agromyzidae, descrisă de Mitsuhiro Sasakawa în anul 1972.
Este endemică în Taiwan. Conform Catalogue of Life specia Ophiomyia setituberosa nu are subspecii cunoscute.